# Брауново дрво
Брауново дрво, чије име потиче од Роберт Брауна преко Брауновог кретања, облик је рачунарске уметности који је био кратко популаран током 1990. године, када су рачунарске куће почеле да имају довољно снаге да симулирају Брауново кретање. Браунова стабла су математички модели дендритске структуре блиске физичком процесу познатом као дифузно ограничена агрегација.
Брауново дрво је изграђено од ових корака: прво, "семе" је негде постављено на екрану. Затим, честица је постављена у случајној позицији на екрану и помера се случајно све док не удари семе. Честица се оставља тамо, а друга честица се смешта у случајну позицију и помера се док не удари друго семе или било коју претходну честицу и тако даље.
Добијено дрво може имати много различитих облика, зависно од углавном три фактора:
- положај семена
- почетна позиција честица (било где на екрану, из круга који окружује семе, од врха екрана, итд)
- покретни алгоритам (обично насумично, али на пример честица може бити избрисана ако оде предалеко од семена, итд)

Честица боја се може променити између итерација, дајући занимљиве ефекте.
У време своје популарности (помогао је Научни Амерички чланак у одељку Компјутерске рекреације, децембра 1988), рачунар је трошио сате, па чак и дане, да би створио мало дрво. Данашњи рачунари могу да стварају дрвеће са неколико десетина хиљада честица у минути или секунди.
Ово дрвеће може се лако узгајати у електрохемијским ћелијама, па су директна последица дифузно ограничене агрегације.

## Галерија
- Округло Брауново дрво
- Брауново дрво које расте
- Брауново дрво које личи на пахуљу
- Брауново дрво израсло из бакар сулфата у елецтродепозиционој ћелији